# Claus Schiprowski
Claus Schiprowski   (Gelsenkirchen, 27 de desembre de 1942) és un atleta alemany, especialista en el salt de perxa, que va competir durant la dècada de 1960.
El 1968 va prendre part en els Jocs Olímpics d'Estiu de Tòquio, on va guanyar la medalla de plata en la prova del salt de perxa del programa d'atletisme.
Mai va guanyar cap campionat nacional i al Campionat d'Europa de 1966 fou vuitè.

## Millors marques
- Salt de perxa. 5,40 metres (1968)[1][2]